# عود تخليل أسنان
عود التخليل أو الخِلال أو الخُلَّة أو النُّكاشة هو عود خشبي أو بلاستيكي يستعمل لتخليل ولتنظيف ما هو عالق بين الأسنان كأحد وسائل العناية بالصحة الفموية، يضاف إليها مثلا استخدام الخيوط السنية واستخدام المضامض الفموية المطهرة ورؤوس التنشيط المطاطية للثة، الإرواء المائي إضافة للتنظيف بالفرشاة والمعجون الطريقة الأساسية.

## التاريخ
يرجع تاريخ عود التخليل إلى العصور القديمة حيث استخدمها إنسان ما قبل التاريخ. فقد ذكرت مجلة أطباء الأسنان البريطانية ذي بروب في عددها الصادر في يناير 1990 م: « قبل أن يستحدث الإنسان الفأس فمن المحتمل أنه كان قد اخترع عود تخليل الأسنان. حيث يعتقد علماء الإنسان أن الإنسان القديم، عندما كان يجلس بجانب النار بعد يوم صيد شاق، كانوا يخللون أسنانهم -لتنظيفها بعد مضغ اللحوم التي اصطادوها- بأعواد دقيقة الأطراف» . وكذلك فقد ورد ذكر أعواد التخليل في بعض النصوص التي يرجع تاريخها إلى ما قبل الميلاد.
وقد ورد عن استعمال أعواد التخليل في الشرق الأقصى أنها انتشرت نتيجة لحث بوذا أتباعه على تنظيف أسنانهم. وفي الهند فقد أطلق على أعواد التخليل اسم دانتا كشوتا (Danta Kashuta) والتي تعني غصين الأسنان. ثم انتشر استعمال أعواد التخليل بين الرهبان البوذيين ومنهم إلى النبلاء في الدولة ثم إلى عامة الناس في القرن 1500 م. وعلى مر العصور فقد صنعت أعواد التخليل من عدة مواد كالخشب والعاج وشوك القنفذ وعظام الدجاج والذهب الفضة والحديد.
أما عن تصنيع الأعواد بكميات تجارية فقد سجلت براءة اختراع أول آلة لعمل هذه الأعواد في 20 فبراير 1872م بواسطة سيلاس نوبل وجى بي كوولي من ولاية ماساتشوستس الأمريكية. ويقال بأن أول من جاء بفكرة عمل أعواد تخليل يمكن التخلص منها بعد استعمالها كان تشارلز فورستر وذلك أثناء قيامه برحلة إلى أمريكا الجنوبية حيث رأى السكان الأصليين ينظفون أسنانهم باستخدام شظايا خشبية. وتقول القصة بأن فورستر أرسل بصندوق من أعواد التخليل كعينة إلى زوجته والتي أخذت بعرضها على الناس. وما لبث فورستر بعد ذلك أن أخذ بتلقي الطلبات بالمزيد من هذه الأعواد خصوصا من الفنادق والمطاعم. قام فورستر بإنشاء معمل لإنتاج أعواد التخليل في سترونغ من ولاية ماين في الولايات المتحدة احتوى على جهاز يقوم بقشر قطع الخشب لإنتاج أشرطة طويلة والتي تقطع فيما بعد وتنشف تحت الشمس لتنتج أعواد التخليل ثم تجمع وتعبأ يدويا. وقد سوق فورستر لهذه الأعواد عن طريق توظيف طلاب من جامعة هارفرد لتناول الطعام في المطاعم المحلية، والتي كان أولها مطعم جمعية بيت المحار (Union Oyster House)، ثم يطلبون بصوت مرتفع أعواد تخليل بعد الانتهاء من وجبتهم. أصبح مصنع فورستر في فترة من الفترات أكبر مصنع لأعواد التخليل في العالم. ويذكر أيضا بأن ولاية ماين كانت تنتج 90% من أعواد التخليل المستعملة في الولايات المتحدة حتى أنها لقبت «عاصمة أعواد تخليل الأسنان في العالم».

## وصلات خارجية
- (بالإنجليزية) عن أعواد التخليل وتاريخها
- (بالإنجليزية) تاريخ أعواد التخليل - من موقع كليردنت الياباني
- (بالإنجليزية) عن منتجات العناية بالأسنان[وصلة مكسورة] - من موقع about.com